# Estrella Damm Daura
Daura és una cervesa lager de tipus Pilsen produïda a Barcelona per la marca Damm apta per a celíacs, ja que s'elabora sense gluten. Durant els quatre anys que durà el seu desenvolupament, Damm va comptar amb el suport de la "Unidad de Gluten del Centro Nacional de Biotecnología del CSIC (Consell Superior d'Investigacions Científiques)". Daura té una graduació alcohólica de 5,4% i uns nivells de gluten inferiors a 6 ppm. Segons el Codex Alimentarius, un producte es considera apte per a celíacs si té menys de 20 ppm, dosi habitual a les cerveses.

## Premis
- 2008: Premi a la Millor Cervesa sense Gluten del World Beer Awards a Londres.[5]
- 2009: Premi a la Millor Cervesa sense Gluten del World Beer Awards a Londres.[5]
- 2011:[5]
  - Medalla d'Or del World Beer Championships pel Beverage Testing Institute a Chicago.[1]
  - Medalla d'Or de l'International Beer Challenge a Londres.[1]
  - Premi a la Millor Cervesa sense Gluten del World Beer Awards a Londres.[6][1]